# تیمچ
تیمچ (به لاتین: Tymce) یک منطقهٔ مسکونی در لهستان است که در Gmina Lubaczów واقع شده‌است.

## خصوصیات
تیمچ ۳۰۷ نفر جمعیت دارد.